# حزب الله (تركيا)
حزب الله جماعة كردية سنية، تتركز أغلب نشاطاتها في مناطق جنوب شرق الأناضول الفقيرة فيساعدون الفقراء ويقيمون دورات دينية مثل تعليم القرآن، ويتوسطون في قضايا حل النزاعات الاجتماعية، ويحاولون حاليا الاندماج في سياسة تركيا بعد نجاح حزب العدالة والتنمية، فأعلنوا تأسيس حزب الهدى بار للمشاركة في الانتخابات التركية، وقد دخل الحزب الانتخابات برئاسة زعيمه زكريا يابيجي اوغلو وفاز باربعة نواب في البرلمان التركي ضمن قوائم العدالة والتنمية وينفي حزب الدعوةالحرة صلته بحزب الله التركي .
تأسسة جماعة «حزب الله» التركي أواخر السبعينيات وبدأ في التسعينيات مواجهة حزب العمال الكردي ذي الميول الشيوعية وأيضا حزب الشعب الديمقراطي. عرفت منظمة «حزب الله» بتشددها وعنفها في مواجهتها كل من يخالفها في الفكر. فاغتالت رموز إسلامية مخالفة لرأيها مثل عز الدين يلديريم الذي كان رئيس جمعية خيرية إسلامية. وصفت جناحا منشقا عنها.

## التاريخ
تأسست الجماعة بزعامة حسين ولي أوغلو سنة 1979م في مدينة باطمان جنوب شرق الأناضول، وتعود بداياته عندما التقت به مجموعة في ديار بكر (عاصمة الجنوب الشرقي) ليؤسسوا «حركة الوحدة» التي بدءوا تحت مظلتها نشاط الدعوة لأفكار الحزب. ودارت في تلك المنطقة معارك بين حزب العمال الكردستاني والجيش التركي منذ انقلاب سبتمبر 1980م الذي جاء باللواء كنعان إفرن في السلطة، ولم تتوقف حتى ولاية أردوغان. وبين 1981م حتى 1990م بدأ نشاط الحزب باسم «حركة الوحدة» وسرعان ما تقلص عدد الأعضاء بسبب صراعات داخلية.
سنة 1989م اعتدت عناصر من حزب العمال الكردستاني على امرأتين محجبتين فأصرّ حسين والي أوغلو على الرد بالسلاح وفضّل فيدان غونغور التريث وحاول إقناع زملائه بأنه لم يَحن الوقت بعد لاستعمال السلاح. وعندما أصرّ أوغلو على رأيه انشق ممثل الحركة في إسطنبول حسن شان غول ومعه الرجل الثاني في المنظمة فيدان غونغور وأسسا «جماعة المنزل»، نسبة إلى مكتبة منزل لغونغور. ولحقهم بعدها إحسان يشيل أرماك ممثل «جماعة العلم» في باطمان، والتي لاحقًا أصبحت معقل منظمة «حزب الله».
مع الانشقاق بدأت منافسة بين الجناحين (جناح «المنزل» وجناح «العلم») وتحولت فيما بعد إلى مواجهات دموية مع العمليات العسكرية وبين 1992م و1993م شن الجيش التركي عملية موسعة لمواجهة حزب العمال الكردستاني في جنوب شرق الأناضول وانسحبت عناصره إلى الجبال، وتمركز جناحي حزب الله في باطمان وديار بكر وسيلفان ومردين وكيزيلتابا ونصيبين ونشطا في مواجهة حزب العمال.
وأتيح المجال لعمل جماعات بديلة لحزب العمال، وأهمها حزب الله «العلم» و«المنزل» ورحب الرأي العام بهم، فوجد فيهم منقذًا له من أهوال حزب العمال التي أثارت رعب المواطنين والتجار. فأطلقوا على الجماعات الفتية «أنصار الله» و«حزب الله» ونحو ذلك، وهنا ظهر اسم «حزب الله»، فتبنته تلك الجماعات.
برزت أهمية حزب الله حين بدأ مواجهة حزب العمال يوم 8 مارس 1991م، حين اقتحمت عناصر حزب العمال منزل شريف كارا أرسلان أحد أنشط عناصر جماعة العلم وقتلته. وكان سبب ذلك ضعف نفوذ حزب العمال في المنطقة وامتناع التجار عن دفع الإتاوات، فجاء بعملية تأديبية.وردت جماعة العلم بتنفيذ مذابح في حزب العمال وأيضا حزب الشعب الديمقراطي الكردي، بالأسلحة النارية والبيضاء. فسماهم حزب العمال «أعداء الفدائيين» فتغاضت الدولة عن جرائم «حزب الله» التي نفذها جهارا نهارا. وفي المقابل أطلق «حزبُ الله» لمواجهة «حزب العمال» شعار «الإسلام ضد الكفر»، وسماهم «حزب الشيطان».
وبالموازاة فتحت «جماعة العلم» جبهة ضد «جماعة المنزل» (وسمتها «حزب الظلم») عندما بدأت في إصدار بيانات تعاديها، ودعت إلى مواجهتها، وهاجمتها للمرة الأولى في مدينة باطمان، وتوالت الهجمات، فتشتت أعضائها وانتهى أمرها بعد اختطاف زعيمها فيدان غونغور من إسطنبول وعُثر على جثته فيما بعد في أحد أزقة باطمان.
سنة 1997م سجن المئات من مجندي الحزب وكان عدد عدد أعضائه قد بلغ قرابة عشرين آلف عضو، وقيل أن ثلاثة الآف جريمة قتل سُجلت على خانته، وقد خرجو بعد مدة قصيرة بناء على عفو عام أصدرته حكومة حزب العدالة والتنمية ربيع ذات العام عني أساساً بأعضاء حزب العمال الكردستاني الذين أعلنوا التوبة، فاستغلته كوادر حزب الله أيضا.
في 22 أبريل 2012م حشد الكثير من أعضائه في ديار بكر كبرى مدن أكراد تركيا للاحتفال بالمولد النبوي.